# カストレーロ・デ・ミーニョ

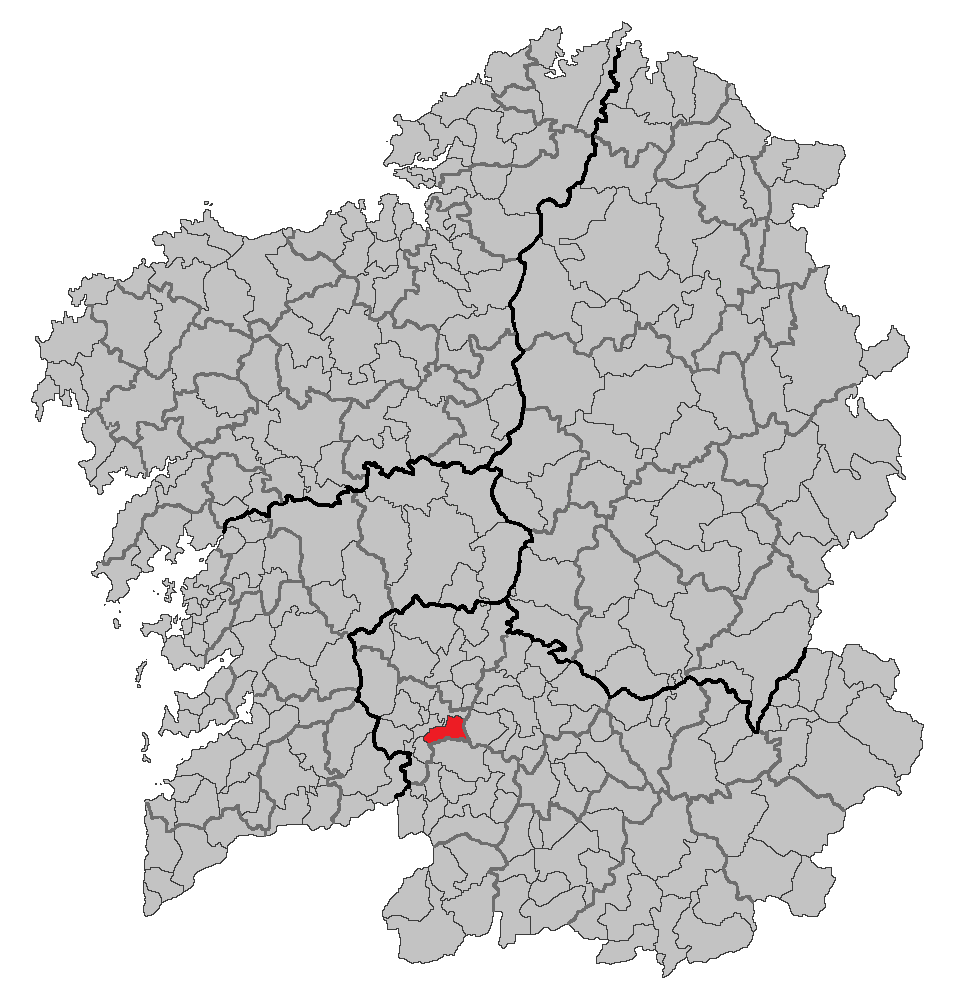

カストレーロ・デ・ミーニョ（Castrelo de Miño）はスペイン、ガリシア州、オウレンセ県の自治体で、コマルカ・ド・リベイロに属する。ガリシア統計局によると、2009年の人口は1,928人（2004年：2,044人、2003年：2,052人）である。
ガリシア語話者の自治体人口に占める割合は99.70％（2001年）。

## 地理
カストレーロ・デ・ミーニョはオウレンセ県の北西部に位置し、コマルカ・ド・リベイロに属する。隣接する自治体は、北がセンジェとリバダビア、東がトエン、南がカルテージェ、西がア・アルノイアである。面積は39.7km²。7の教区に分けられ、自治体の中心地区はバラル教区のバラル地区である。カストレーロ・デ・ミーニョはリバダビア司法管轄区、オウレンセ司教区に属する。

### 人口
| カストレーロ・デ・ミーニョの人口推移 1900－2010         |
|                                                         |
| 出典:INE（スペイン国立統計局）1900年 - 1991年、1996年 - |

## 経済
カストレーロ・デ・ミーニョの経済は、その大半が第一次産業に負うている（人口のおよそ50％が従事）。具体的にはワイン製造である。牧畜業の自治体経済に占める位置は小さく、オウレンセ協同組合（COREN）へ納入するための養豚農家があるだけである。
第二次産業分野に従事するものは、人口のおよそ20％で、繊維工場とFENOSAのダムで働いている。サービス業については必要最低限のレベルにとどまっている。

## 政治
自治体首長はガリシア民族主義ブロック（BNG）のシュルショ・ロドリゲス・メンデス（Xurxo Rodríguez Méndez）、自治体評議員はガリシア国民党（PPdeG）：5、ガリシア民族主義ブロック：3、ガリシア社会党（PSdeG-PSOE）:3となっている（2007年の自治体選挙の結果）。

## 教区
カストレーロ・デ・ミーニョは7つの教区に分けられる。
- アスタリス（サンタ・マリーア）
- バラル（ノサ・セニョーラ・ダス・ネベス）
- カストレーロ・デ・ミーニョ（サンタ・マリーア）
- マセンド（サンタ・マリーア）
- ポンテ・カストレーロ（サント・エステーボ）
- プラード・デ・ミーニョ（サンタ・マリーア）
- ビデ・デ・ミーニョ（サン・サルバドール）